# 矢掛站

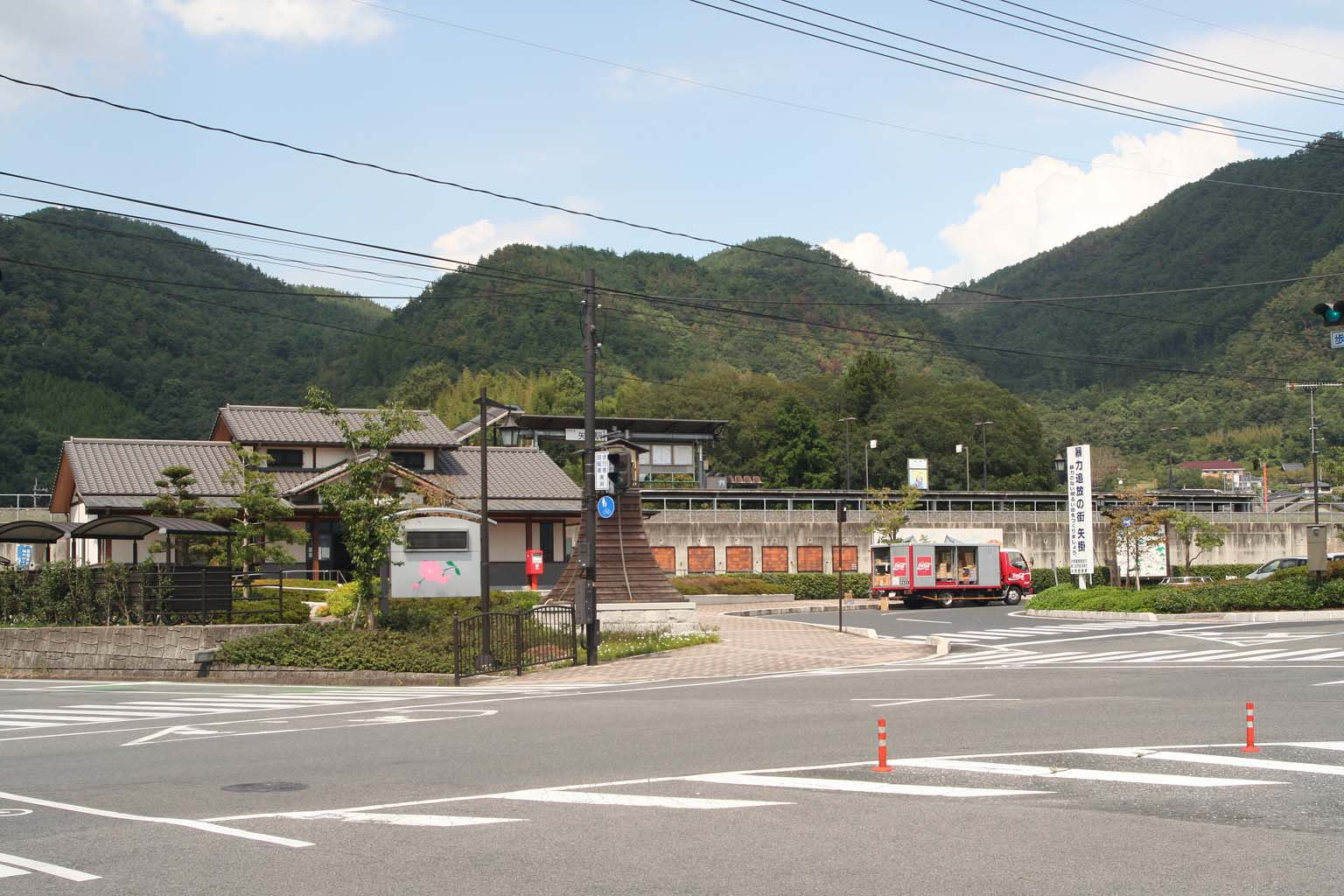
矢掛站遠景（2007年9月5日）

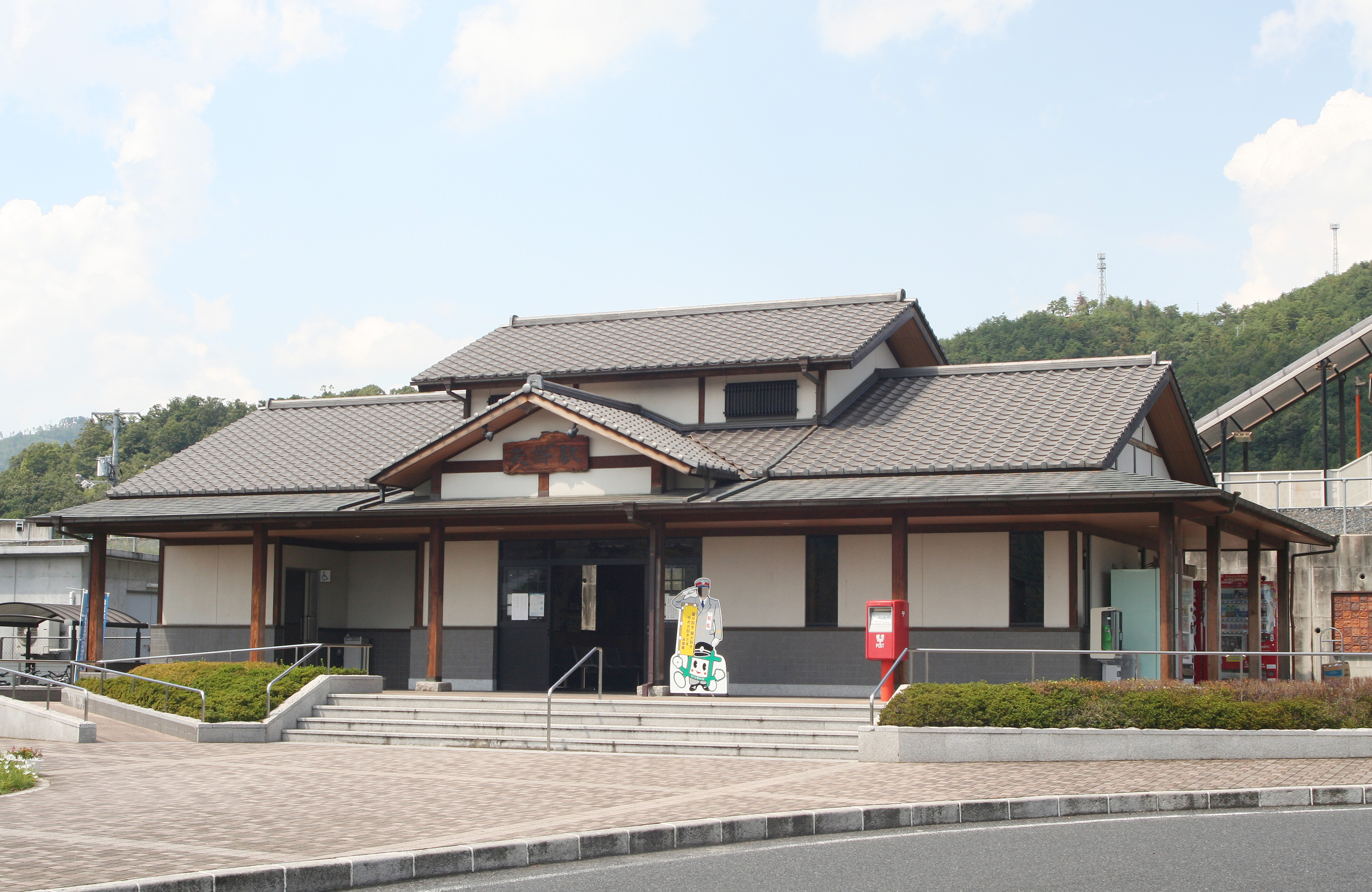
車站站舍（2007年9月5日）

矢掛站（日语：／ Yakage eki */?）是井原鐵道井原線的鐵路車站，位於日本岡山縣小田郡矢掛町矢掛地區。

## 歷史
過去在1921年至1967年期間，井笠鐵道的矢掛線也曾在矢掛町設立「矢掛車站」，但當時車站位於現在矢掛町市區的西側，該處在井笠鐵道停止鐵路業務後，成為井笠鐵道的客運巴士站，現作為北振巴士的矢掛巴士中心使用。
1999年1月11日，井原線通車，現在位於矢掛町市區北側的矢掛車站也啟用。

## 車站構造
車站是設有1面2線島式月台的高架車站，可進行列車交會；月台東西兩端的路軌設有Y字形分支點，不是一線通過結構。
站舍為以矢掛宿場町為意象的日式建築物，位於月台西南方，可由月台西端側樓梯進入。
此站是簡易委託車站，設有售票櫃賣，也有停车换乘的設計，於站前設有停車場，可停泊30架車輛。

### 月台配置
| 月台 | 路線    | 上下行 | 方向             |
| ---- | ------- | ------ | ---------------- |
| 1    | ■井原線 | 下行   | 往井原、神邊方向 |
| 2    | ■井原線 | 上行   | 往清音、總社方向 |

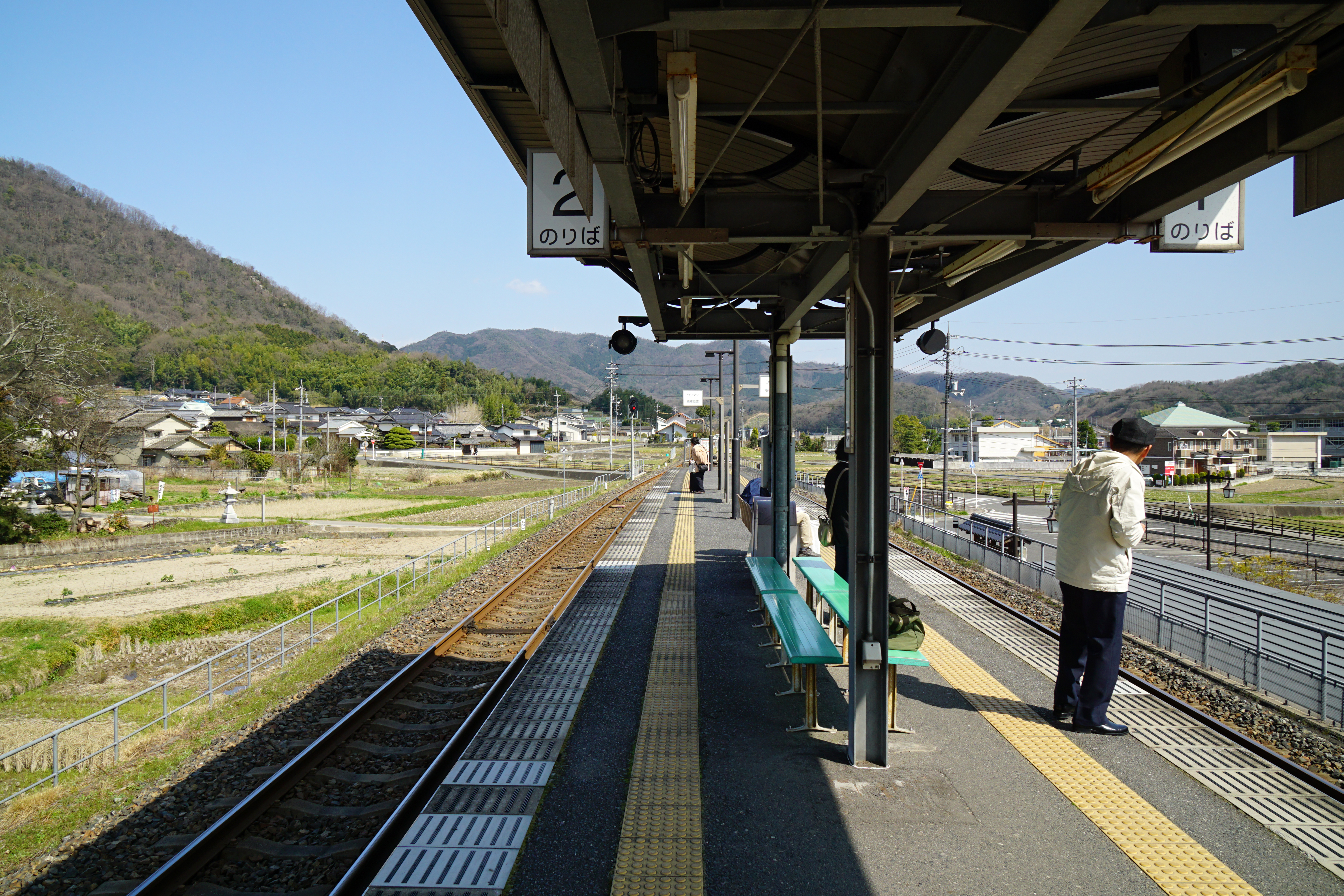
車站月台
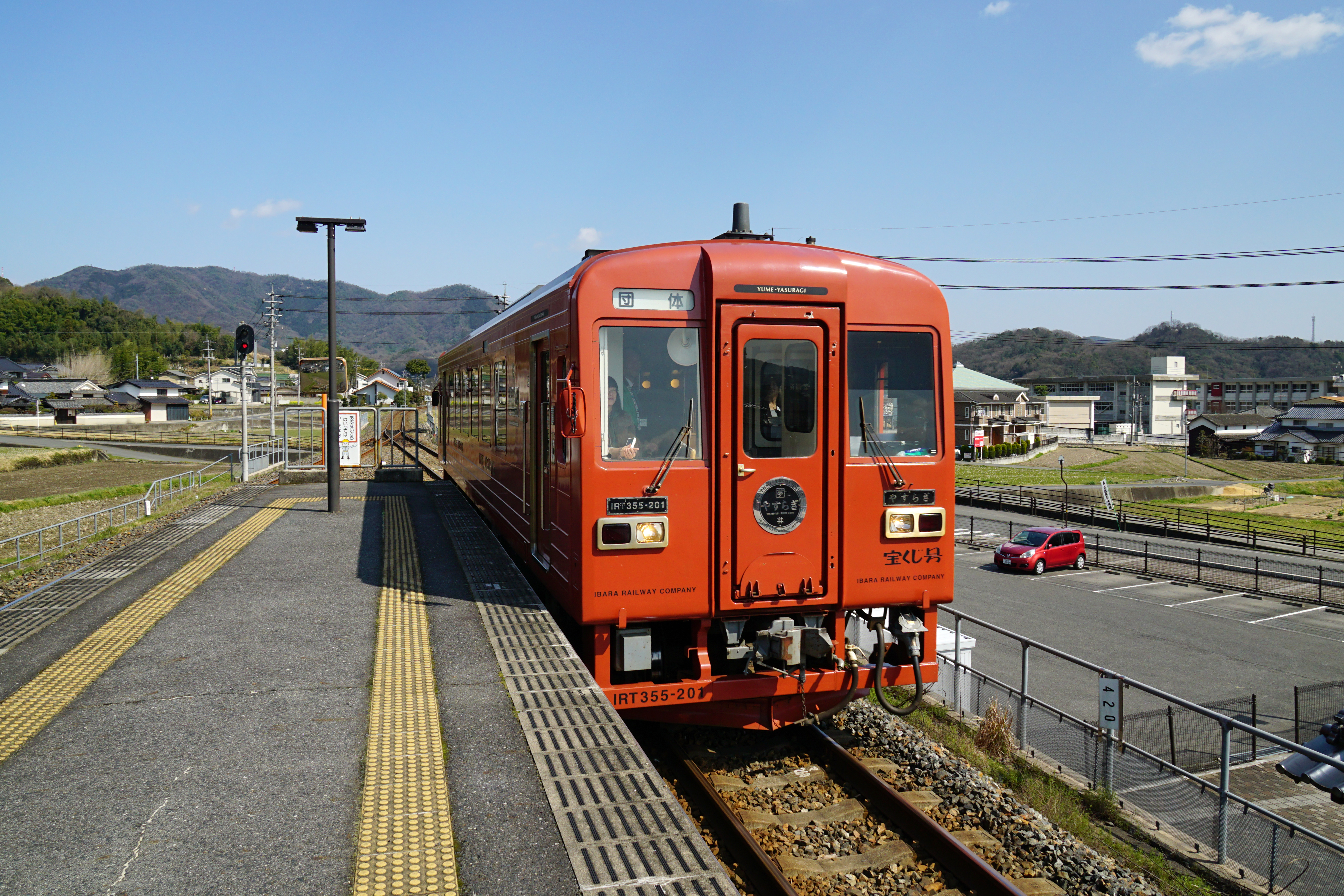
停靠於矢掛車站的列車
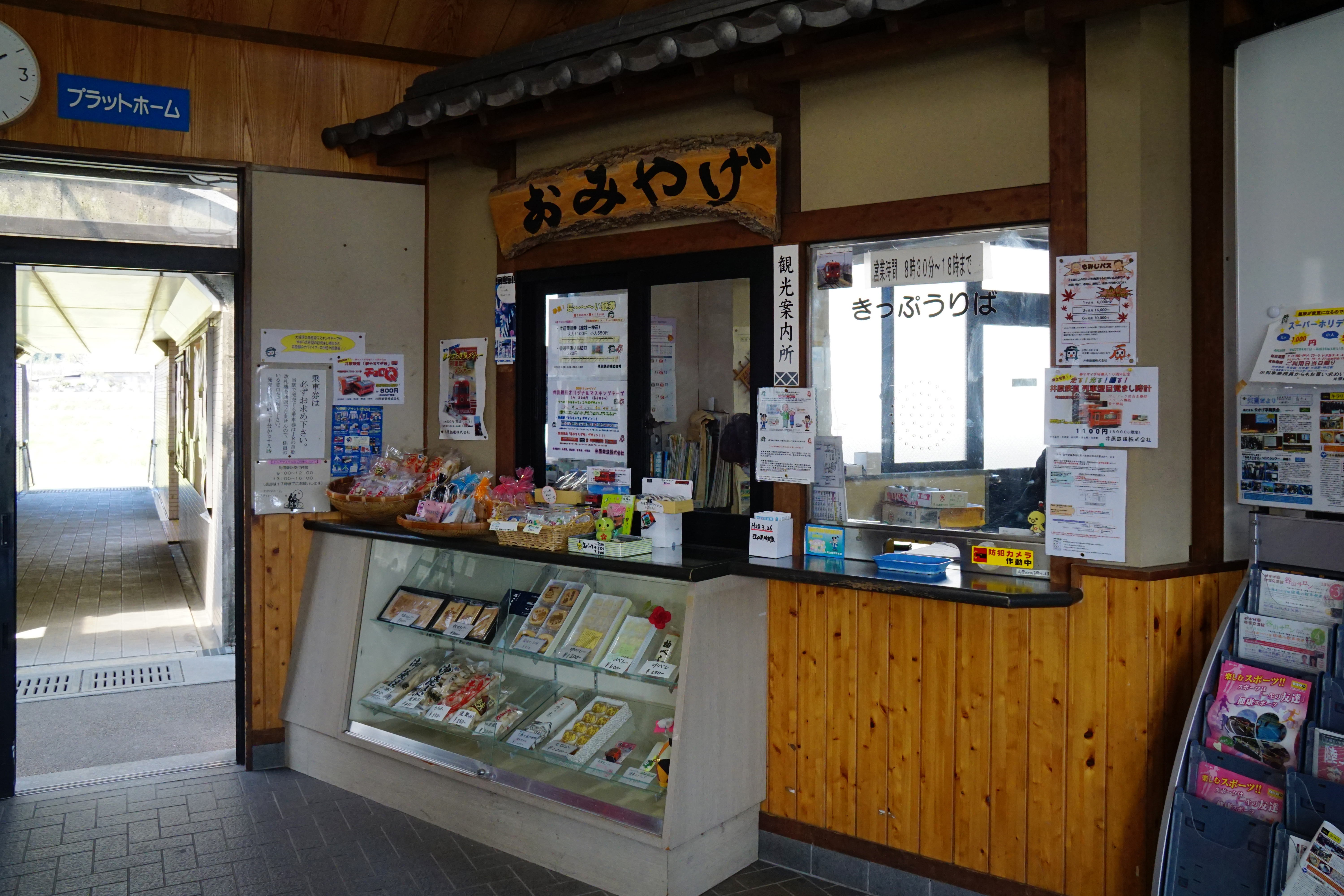
矢掛車站內的服務窗口

## 使用狀況
以下為1日平均乘車人次：
| 年度   | 1日平均 乘車人次 |
| ------ | ---------------- |
| 2018年 | 733              |

## 車站周邊
- 矢掛町公所
- 矢掛郵局（日语：矢掛郵便局）
- 中國銀行
- 廣島銀行
- 岡山縣立矢掛高等學校（日语：岡山県立矢掛高等学校）
- 矢掛町立矢掛中學
- 矢掛町立矢掛小學
- 國道486號（日语：国道486号）
- 岡山縣道35號倉敷成羽線（日语：岡山県道35号倉敷成羽線）
- 岡山縣道64號矢掛寄島線（日语：岡山県道64号矢掛寄島線）

## 巴士路線
在站前設有「井原線矢掛站」巴士站。
- 圖例
  - ■ 北振巴士（日语：北振バス）
  - ■ 井笠巴士公司（日语：井笠バスカンパニー）

| 路線名稱             | 目的地、方向等                                                               | 備註         |
| -------------------- | ---------------------------------------------------------------------------- | ------------ |
| ■矢掛 - 三山、平谷線 | 美砂橋、下田、美星分所前、美星產直廣場                                       |              |
| ■矢掛 - 三山、平谷線 | 美砂橋、下田、美星分所前、美星產直廣場、平谷                                 |              |
| ■矢掛 - 三山、平谷線 | 矢掛高前、矢掛（東川面）                                                     |              |
| ■笠岡矢掛線          | 矢掛（小林）                                                                 |              |
| ■笠岡矢掛線          | 矢掛（小林）、東川面、小田東、新山、吉田、追分、笠高入口、笠岡站前           | 只有平日服務 |
| ■笠岡矢掛線          | 矢掛高前、東川面、小田東、新山、吉田、追分、笠高入口、笠岡站前               |              |
| ■笠岡矢掛線          | 矢掛高前、東川面、小田東、新山、吉田、追分、笠高入口、笠岡站前、笠岡市民醫院 | 只有平日服務 |

## 相鄰車站
井原鐵道
■井原線
三谷－矢掛－小田

## 注腳
1. 1 2 3  . 鐵道畫刊 (鐵道畫刊社). 1999-4, 33 (4): 70–74.
2. ↑  國土數値情報 不同站的上下車人次數據 （页面存档备份，存于） - 國土交通省，2019年9月3日參閲

## 外部連結
- （日語） 矢掛站 – 井原鐵道 （页面存档备份，存于）（日語）